# Takeshi Inoue
Takeshi Inoue (井上 健, Inoue Takeshi, né le 30 septembre 1928) est un footballeur japonais.